# Adocidae
Los adócidos (Adocidae) son una familia extinta de tortugas acuáticas y omnívoras.

## Géneros
- Adocoides Sukhanov & Narmandakh, 2006.
- Adocus Cope, 1868.
- Ferganemys Nessov & Yulinen, 1977.
- Isanemys Tong et al., 2006.
- Mlynarskiella Shuvalov & Chkhikvadze, 1986.
- Proadocus Kim, Lee, Ko, Park, Kim, Lee, Jung & Kong, 2023.[1]
- Shachemys Kuznetsov, 1976.
- Shineusemys Sukhanov & Narmandakh, 2006.
- Sineusemys Sukhanov & Narmandakh, 2000.
- Yehguia Danilov & Parham, 2006.

## Distribución
Las especies de esta familia se han encontrado en el Oligoceno de Kazajistán, el Cretácico y Paleoceno de Estados Unidos, el Cretácico de Canadá, Corea del Sur, Japón, Kazajistán, Laos, México, Mongolia, Tayikistán, Tailandia y Uzbekistán, así como el Jurásico de China.